# Hierapolis
Hierapolis (stgr. Ἱεράπολις), Hieropolis – starożytne miasto w południowo-zachodniej Turcji (Anatolia), w prowincji Denizli, w bezpośrednim sąsiedztwie Pamukkale.
Położone na zboczu góry Cökelez, powyżej wapiennych tarasów w Pamukkale,  ok. 15 km od miasta Denizli, w starożytności było miastem frygijskim. Zostało założone najprawdopodobniej przez króla Pergamonu Eumenesa II na początku II wieku p.n.e. Nazwa miasta łączona jest z imieniem Hiery, żony Telefosa, króla Myzji, któremu oddawano w Pergamonie cześć jako herosowi i legendarnemu założycielowi.

## Historia
Hierapolis zostało zbudowane w miejscu, gdzie już znacznie wcześniej istniało osadnictwo, a zamieszkujące tu ludy oddawały cześć bogini – Matce Ziemi. Około 500 r. p.n.e. znajdowało się tam miasto zwane Kydrara. Lecznicze źródła przyciągały mieszkańców, a występujące na tym terenie trzęsienia ziemi niszczyły ich domy i świątynie.
W 133 r. p.n.e., po śmierci ostatniego króla Pergamonu, Hierapolis przeszło pod panowanie Rzymian. W 17 r. p.n.e. silne trzęsienie ziemi zniszczyło całe miasto. Odbudowane już jako miasto rzymskie, ponownie zostało zniszczone przez silny wstrząs w 60 r., za panowania Nerona. Swój złoty okres przeżyło podczas sprawowania władzy przez Septymiusza Sewera i Karakallę.
Po podziale Cesarstwa rzymskiego w 395 r. przeszło pod panowanie Bizancjum. Za panowania Konstantyna Wielkiego było stolicą Frygii i ważnym ośrodkiem chrześcijaństwa. W tym czasie miasto otoczono murem obronnym. Czas wojny Bizancjum z Seldżukami (XI wiek) oraz późniejsza ekspansja osadników na terenie Anatolii przyczyniła się do stopniowego upadku miasta.
Kres jego istnienia nastąpił w 1354: silne trzęsienie ziemi ponownie zniszczyło miasto, a jego mieszkańcy opuścili je na zawsze.

## Stanowisko archeologiczne
Badania ruin Hierapolis zostały zapoczątkowane w 1887 r. przez Carla Humanna, odkrywcę ołtarza pergamońskiego. Wyniki swoich prac opublikował w Altertümer von Hierapolis w 1898 r. Od 1957 badania podjął zespół kierowany przez Paolo Verzone, który w 1973 zapoczątkował odbudowę miasta. Odnalezione przez włoski zespół zabytki, pochodzące przede wszystkim z okresu rzymskiego i wczesnochrześcijańskiego, są eksponowane w Muzeum Hierapolis. W 1988 Hierapolis wraz z Pamukkale zostało wpisane na Listę światowego dziedzictwa UNESCO.
Prowadzone badania archeologiczne ujawniły zarysy miasta zbudowanego początkowo na planie prostokąta o wymiarach 1000 x 800 m. Miasto na dwie części dzieliła ulica szerokości 13,5 m, wzdłuż której zbudowano portyk. W czasach panowania Nerona obszar miasta został powiększony o dwa kolejne kwartały. Z tego okresu pochodzi też system kanalizacyjny. Wiele z budowli zniszczonych podczas trzęsienia ziemi w 60 r., zostało odbudowanych w okresie późniejszym. W okresie wczesnochrześcijańskim niektóre z nich (np. północna łaźnia rzymska) zostały zamienione na kościoły.

## Zachowane zabytki
Na terenie Hierapolis zachowały się następujące obiekty:
- Wielkie Łaźnie – termy wybudowano w II wieku. Oprócz budynku łaźni z pomieszczeniami z basenami na zimną i gorącą wodę, salami do wypoczynku, w skład kompleksu wchodził także duży (36,0 x 52,0 m), budynek (tzw. (palestra), w którym znajdowały się dwie sale do ćwiczeń gimnastycznych. Jedna z sal służyła cesarzowi, a druga dla miejscowej elicie. Obecnie w północnej części kompleksu znajduje się Muzeum Hierapolis.
- Ulica Frontinusa, główna ulica miasta o długości ok. 1 km, dzieliła miasto na dwie części. Była to ulica handlowa, wzdłuż której mieściły się oprócz domostw i sklepów ważne dla miasta budynki, których fragmenty, podobnie jak utwardzający nawierzchnię ulicy bruk, zachowały się do dzisiaj. W okresie hellenistycznym zdobił ją portyk, z którego zachowały się liczne fragmenty kolumnady i łączącego kolumny architrawu. W nawiązaniu do zachowanych kolumn ulica bywa nazywana także Kolumnową.

Na krańcach ulicy znajdują się dwie bramy zbudowane w okresie cesarstwa rzymskiego. Brama (właściwie łuk) na północnym jej krańcu, zbudowana w latach 84–86 przez prokonsula Juliusa Frontinusa, za panowania Domicjana, stąd nazywana Bramą Domicjana (albo Frontinusa). Flankują ją dwie wieże. Pomiędzy nimi trójłukowa arkada umożliwiająca wjazd do miasta. Po stronie południowej ulicę kończy Brama Bizantyjska, zbudowana w IV wieku w pobliżu murów obronnych.
W pobliżu łuku Domicjana zachowały się pozostałości budynku mieszczącego latryny. Bliżej Bramy Bizantyjskiej, na zachód od głównej ulicy widoczne są pozostałości agory z II wieku, obudowanej portykami i przylegającą do niej bazyliką. Po jej wschodniej stronie widoczna jest wysoka pojedyncza kolumna w miejscu, gdzie znajdowała się stoa.
- Świątynia Apolla istniała w Hierapolis już w okresie hellenistycznym. Budowlę zniszczoną podczas trzęsienia ziemi w 60 r. odbudowano. Zachowane ruiny pochodzą z III wieku. Była to budowla wzniesiona na planie prostokąta o wymiarach 20,0 x 15,0 m, z trzech stron otoczona perystazą z doryckimi kolumnami.
- Łaźnia rzymska znajduje się za Bramą Domicjana (po jej północnej stronie). Zbudowana została w III wieku. Pomieszczenia przykrywała kopuła, a ściany zdobiły marmurowe płyty. W okresie chrześcijaństwa (najprawdopodobniej w V wieku) budynek łaźni przebudowano na kościół.
- Plutonium – najstarsze znane miejsce kultu w starożytnym Hierapolis. Położone poniżej świątyni Apolla, na wschód od kompleksu Wielkich Łaźni, w miejscu nazywanym Jaskinią Demonów. W położonej na zboczu góry jaskini wydobywa się trujący gaz, zabijający ofiarne zwierzęta i śmiałków, którzy odważyli się wejść do jaskini. Tylko kapłani, którzy opanowali sztukę wstrzymywania oddechu na dłuższy czas, potrafili przebywać w jaskini, dowodząc w ten sposób swoich nadprzyrodzonych mocy, pozwalających im uzdrawiać chorych i przepowiadać przyszłość. Opary wiązano z działaniem boga podziemi Plutona. Jaskinią, jak podaje Strabon, opiekowali się kapłani bogini Kybele. Możliwe, że korzystali z niej także kapłani Apolla z pobliskiej świątyni.
- Nimfeum znajduje się w pobliżu świątyni Apolla. Był to dwukondygnacyjny budynek na planie litery U zbudowany w II wieku z wielkich kamiennych bloków. Nisze w ścianach zdobiły posągi, a basen z wodą połączony był systemem rur z domami mieszkańców Hierapolis. Podczas prac wykopaliskowych znaleziono liczne epitafia pokrywające kolumny i ściany budowli. Z budowli zachowała się tylko boczna ściana i fragment ściany tylnej.
- Święta sadzawka, nazywana niekiedy Basenem Kleopatry, to basen z wodą termalną w Motelu Pamukkale, jedynym hotelu pozostawionym na terenie Hierapolis (inne hotele zostały wyburzone po utworzeniu na tym terenie Parku Narodowego). Święta sadzawka znajduje się pomiędzy budynkiem Wielkich Łaźni a Nimfeum. Woda z gorących źródeł, o wysokiej zawartości związków mineralnych, ma podobno właściwości odmładzające. W basenie, w krystalicznie czystej wodzie zatopione są antyczne kolumny będące dodatkową atrakcją tego miejsca.
- Teatr rzymski to jeden z najlepiej zachowanych na terenie Hierapolis obiektów. Zbudowany w II wieku na polecenie cesarza Hadriana. Na początku IIII wieku, na polecenie Septymiusza Sewera przebudowano scenę (pulpitum) i widownię (cavea). Widownia teatru wkomponowana w zbocze góry, została podzielona diazomatą na dwie części, z których wyższa miała 20 rzędów, a niższa 25. Siedem biegnących promieniście (kerkides) przejść dzieliło całą widownię na sektory. Na wprost sceny znajdowała się loża honorowa. Teatr mógł pomieścić około 10 tysięcy widzów (niektóre źródła podają, że nawet 12 tysięcy). Z dwupiętrowej ściany sceny zachował się tylko niższy poziom. Scenę zdobiły liczne płaskorzeźby, posągi umieszczone w niszach w ścianie i pomiędzy drzwiami.
- Nekropola. Chorzy tak licznie przybywający do leczniczych źródeł Pamukkale nie zawsze wracali do domów po odbytej kuracji. Część z nich nie odzyskiwała zdrowia, a po śmierci ciała ich chowano na miejscowym cmentarzu. Stąd nekropola Hierapolis należy do największych cmentarzy Anatolii. Zmarłych chowano w trzech miejscach: na północ, południe i wschód (w niedalekiej odległości od martyrium św. Filipa) od miasta. W zależności od pozycji zmarłego, obyczajów grupy narodowościowej, do której należał, odnaleziono na terenie cmentarza różne typy grobowców. Są tu masywne budowle na planie koła z komorą w jej wnętrzu (tolosy), grobowce rodzinne i publiczne oraz pojedyncze, ozdobne sarkofagi. Liczne wstrząsy sejsmiczne zmieniały miejsca wypływu wód termalnych. Z tego powodu dzisiaj widoczne są osady wapienne wokół części grobowców.
- kościoły – na terenie Hierapolis zachowały się ruiny kilku kościołów. Najczęściej odwiedzane przez turystów są ruiny dwóch z nich. Pierwszy, w centralnej części miasta, trójnawowy z poprzedzającym go od strony głównej ulicy narteksem i przylegającym do niego basenem chrzcielnym; drugi, położony także w centrum, zbudowany na planie prostokąta z przylegającym do niego atrium.
- Martyrium św. Filipa

## Galeria

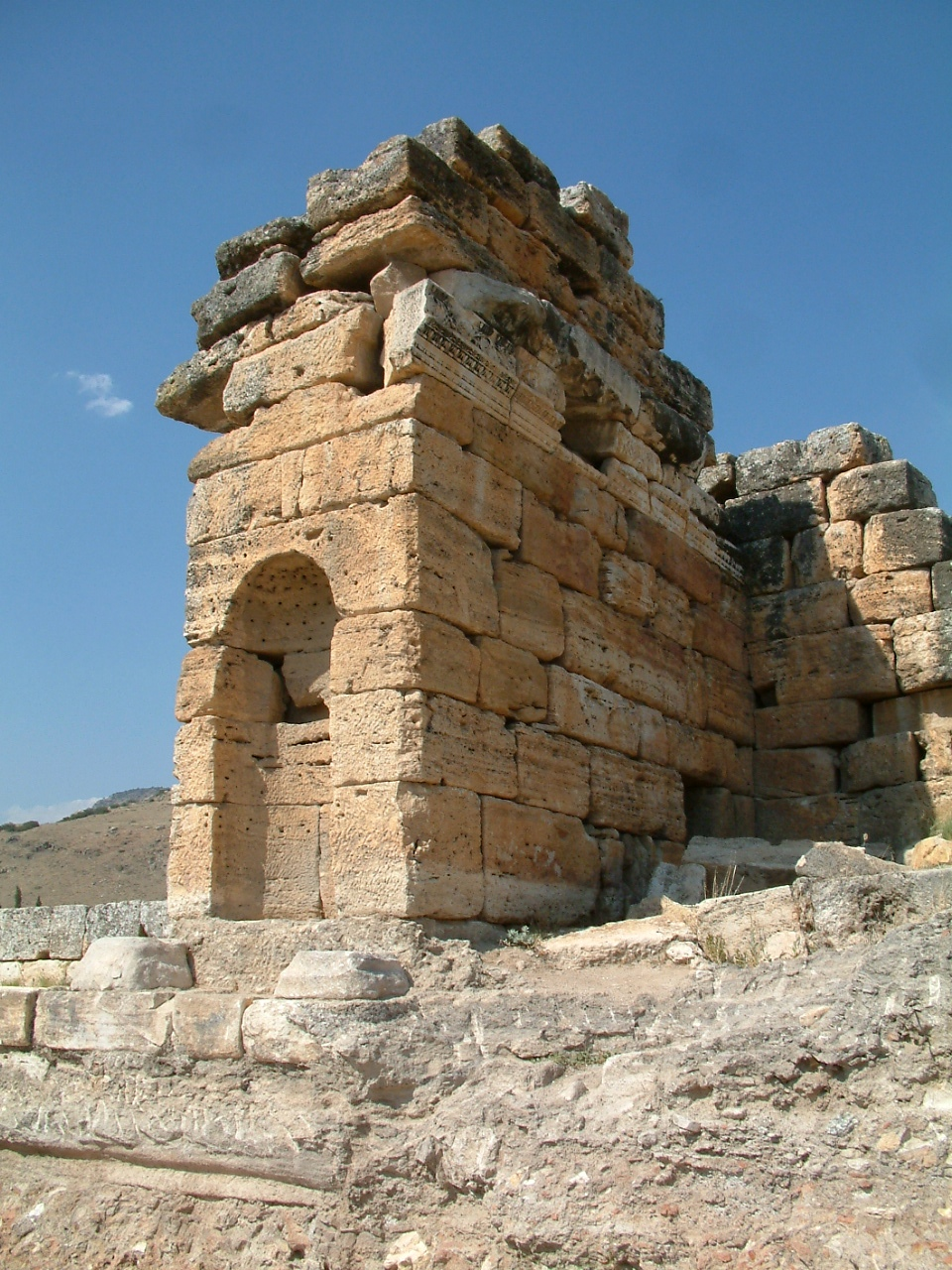
Nimfeum
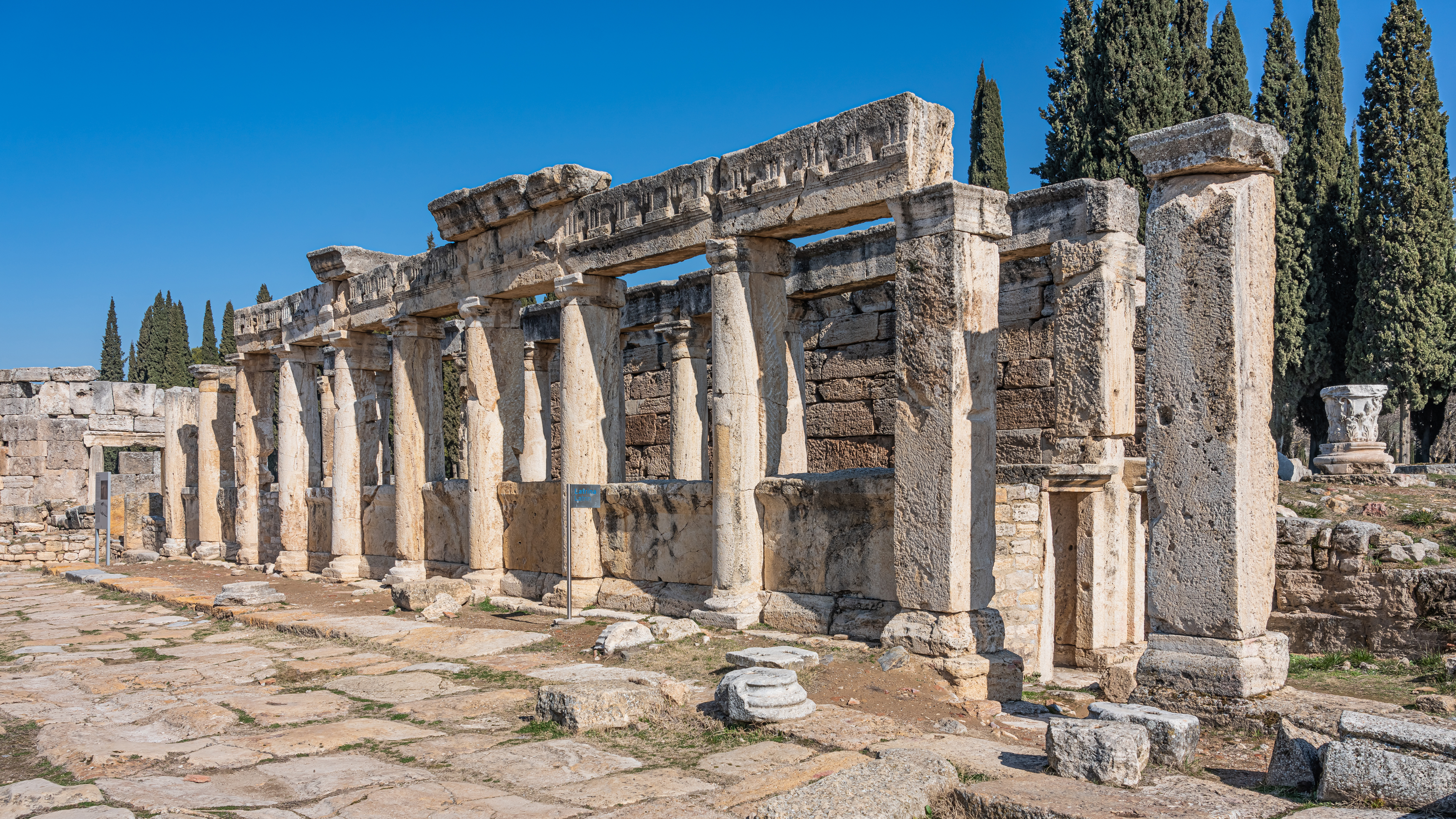
Kolumnada głównej ulicy (Frontinusa)
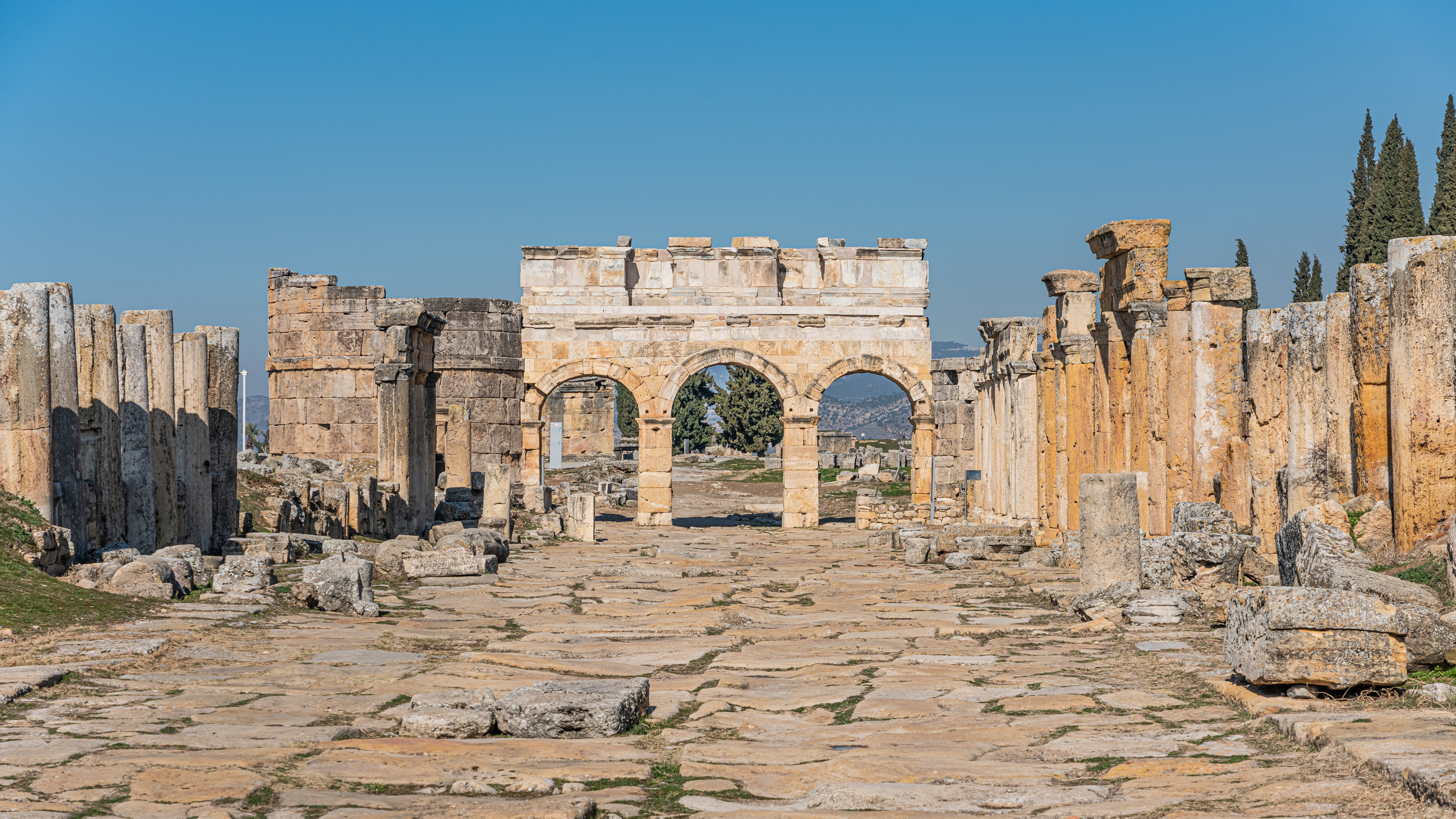
Łuk Domicjana
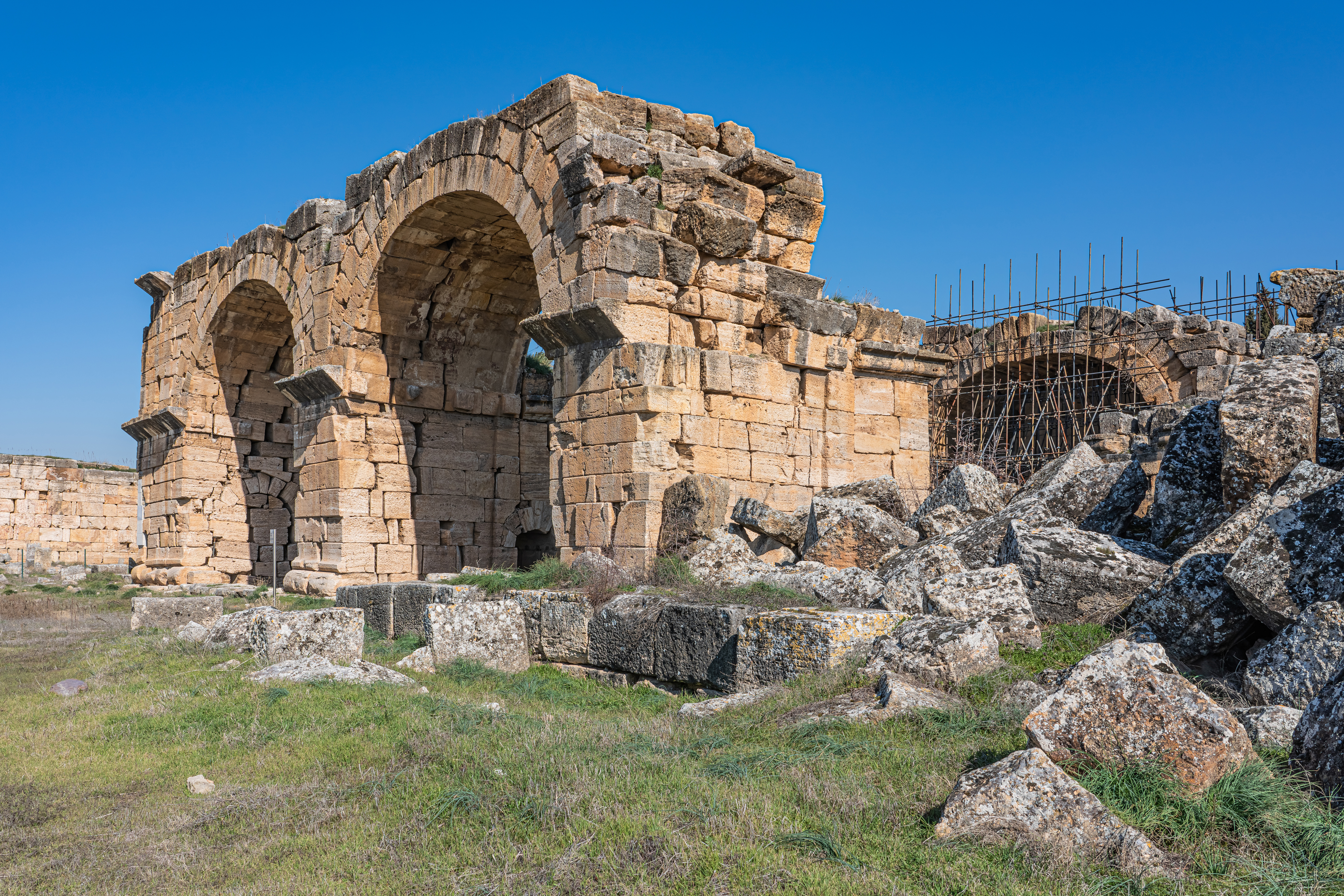
Łaźnia rzymska
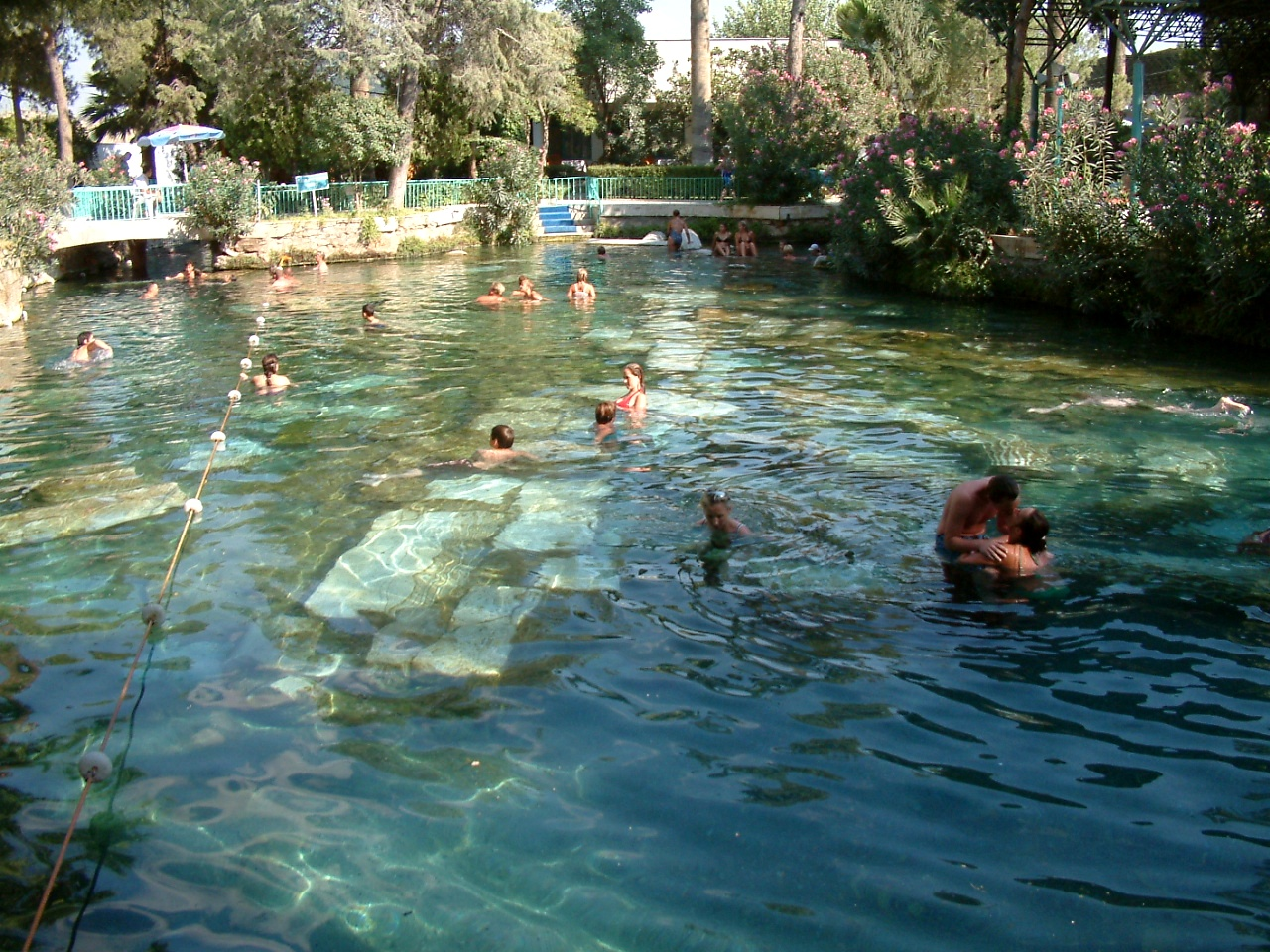
Tzw. Basen Kleopatry
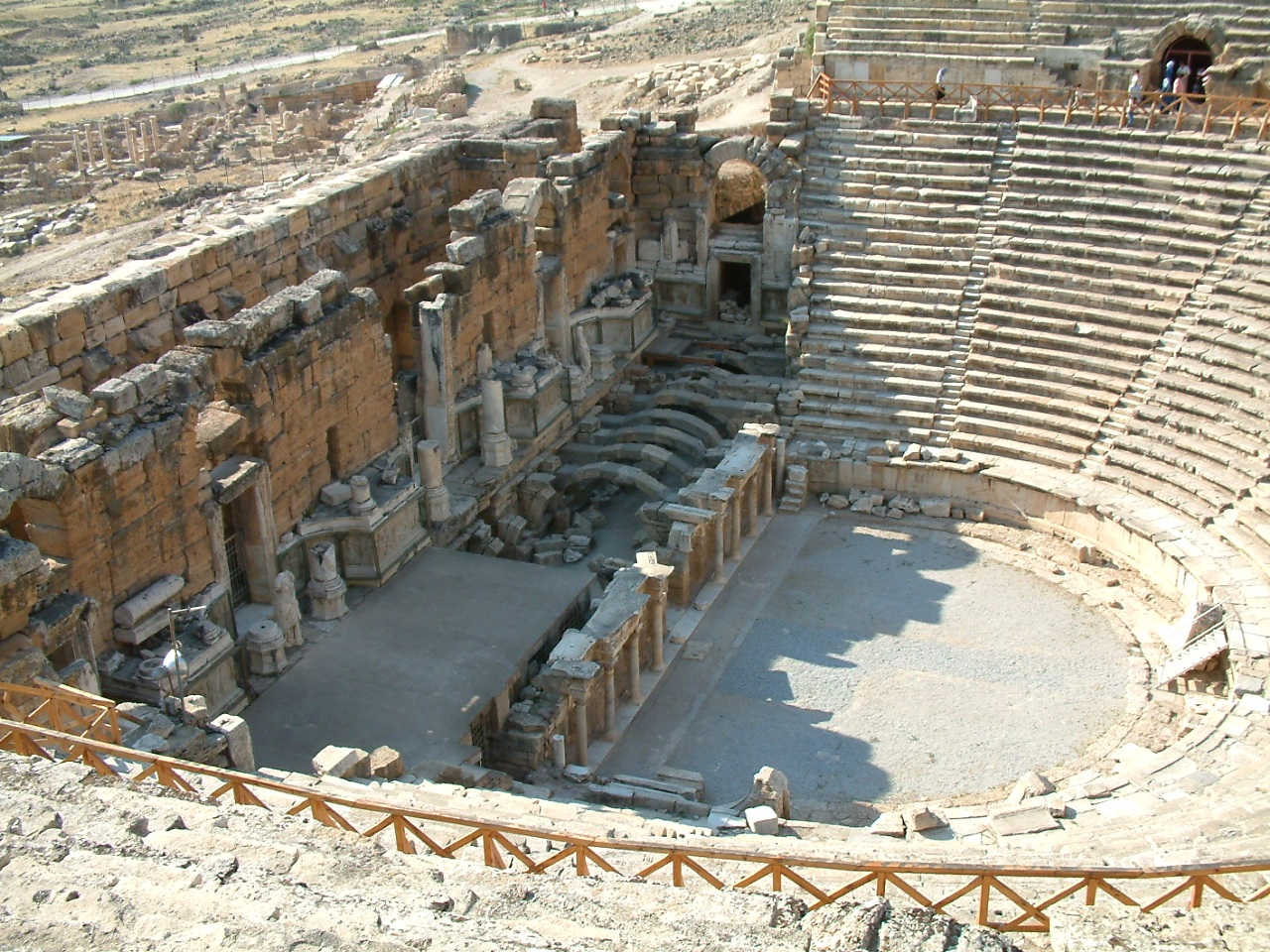
Widownia i scena rzymskiego teatru
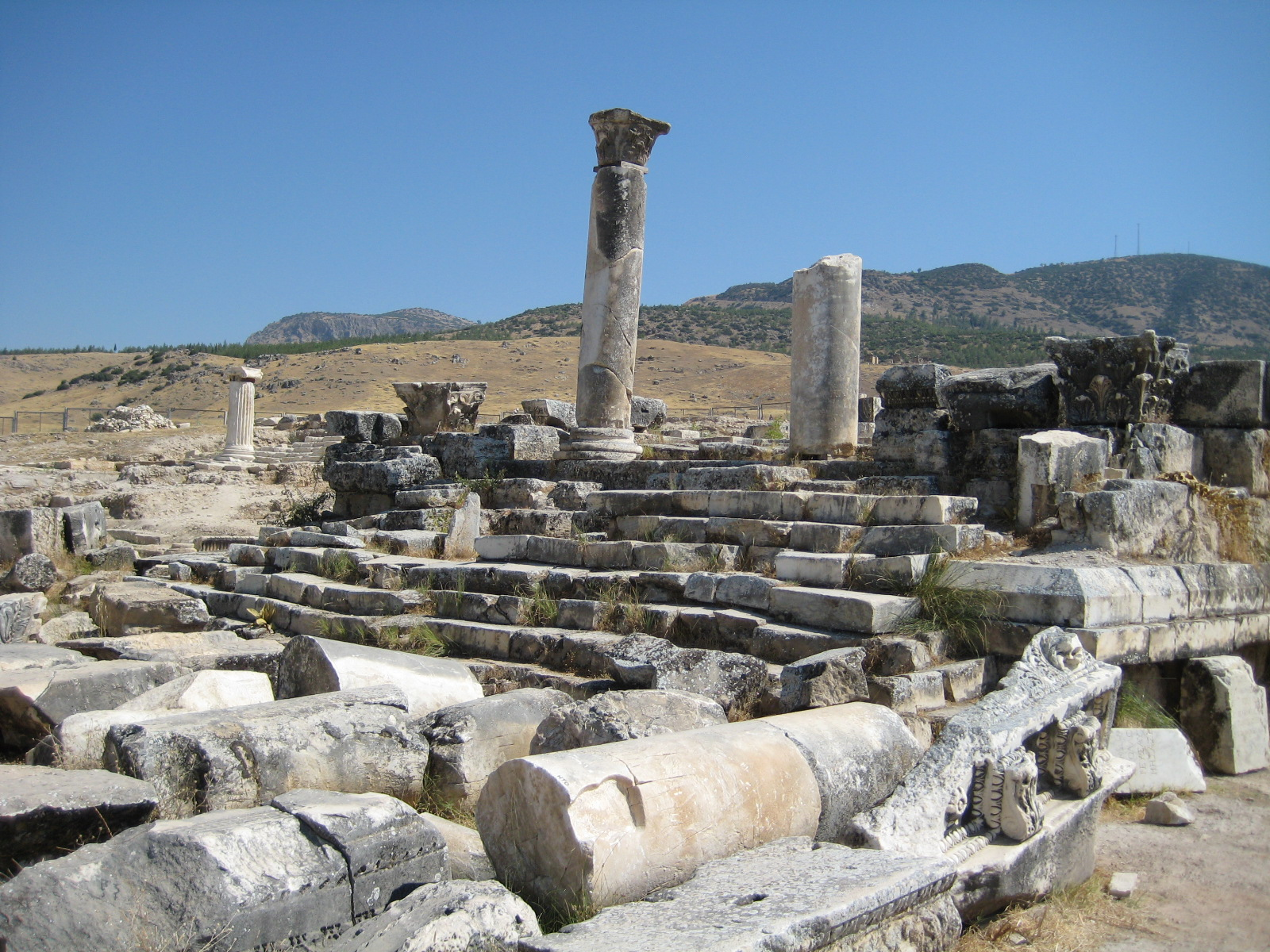
Ruiny Plutonium
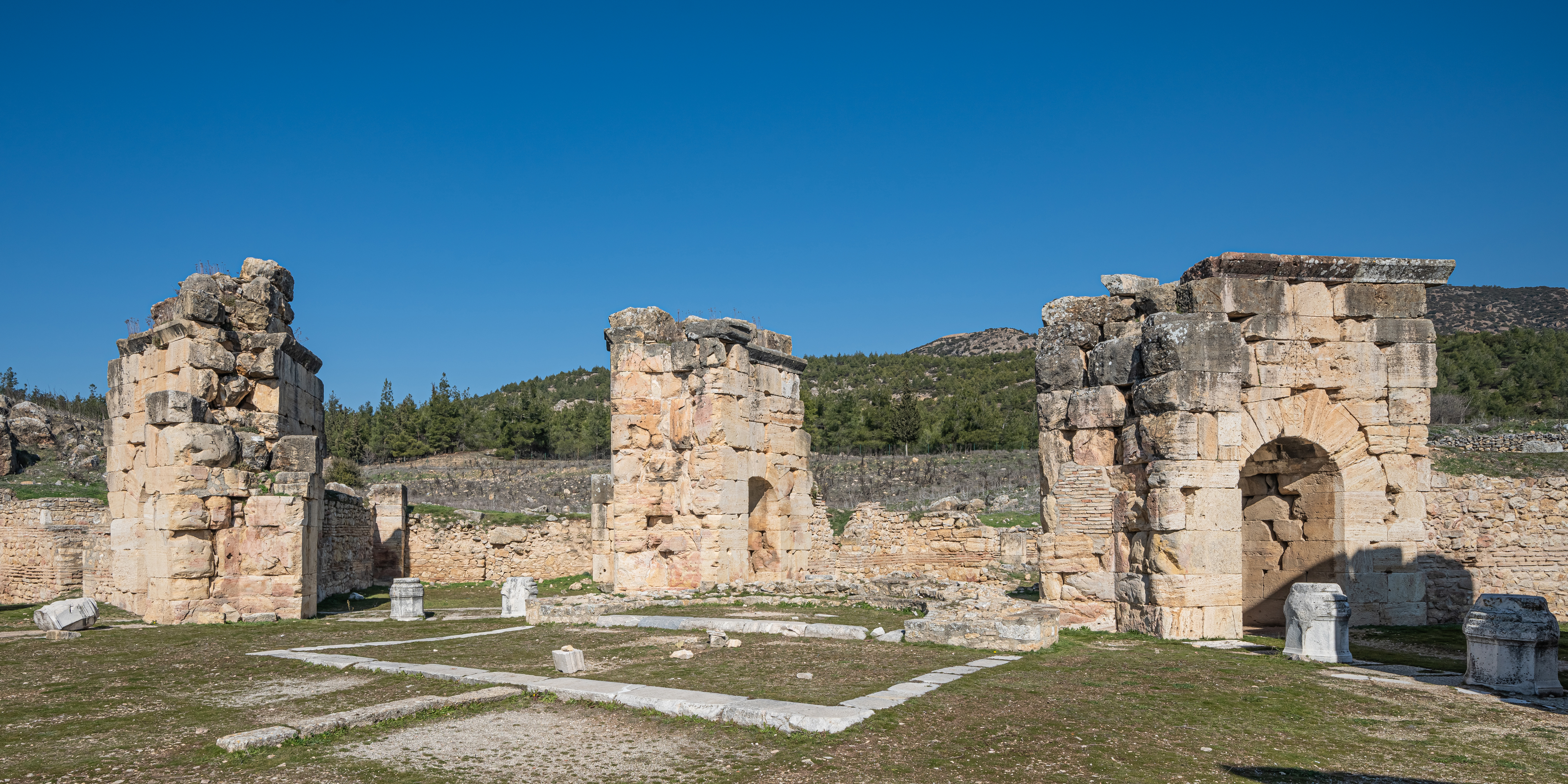
Martyrium św. Filipa